# Aed Carabao

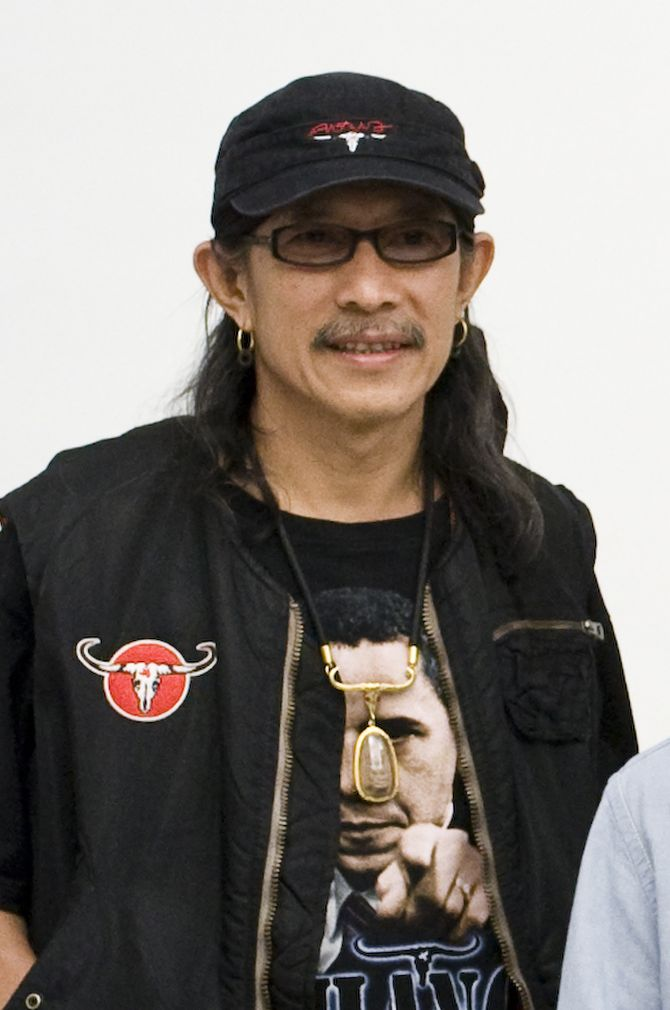
Yuenyong Opakul, bekannter unter dem Namen Aed Carabao, im August 2009

Aed Carabao (thailändisch แอ๊ดคาราบาว, bürgerlicher Name Yuenyong Opakul, ยืนยงโอภากุล; * 9. November 1955 in Suphan Buri, Thailand) ist ein thailändischer Musiker, Komponist, Lyriker, Sänger und Gründer der thailändischen Rock-Gruppe Carabao.
Yuenyong Opakul studierte ursprünglich Architektur an der Mapua University in Manila, Philippinen. Dort gründete er mit seinen Landsleuten Kirati Promsaka Na Sakon Nakhon (Keo) und Sanit Limsila (Kai) die Gruppe Carabao. Nach seiner Rückkehr nach Thailand arbeitete er als Architekt unter anderem für die National Housing Estate Authority of Thailand. Nach der Rückkehr von Keo und Kai aus den Philippinen spielten die drei in ihrer Freizeit im Hotel Manderin Samyan in Bangkok. 1979 produzierte Yuenyong sein erstes Album mit der Gruppe Hammer unter dem Titel Teuk Kwaai Tui (ถึกควายทุย; übersetzt „Wilder Büffel“). 1981 veröffentlichten Carabao ihr erstes Album mit dem Namen Lung Kee Mao (ลุงขี้เมา; „Betrunkener, alter Onkel“), welches ein großer Erfolg wurde.
Aed Carabao prägte wie kein Anderer das thailändische Musikgenre Phleng phuea chiwit (เพลงเพื่อชีวิต, deutsch „Lieder für das Leben“), das als eine Art Folk-Rock, aus Elementen klassischer thailändischer Musik und moderner westlicher Rockmusik, mit sozialkritischen Texten beschrieben werden kann. Yuenyongs meiste Lieder haben eine politische Aussage. Sie handeln vom schweren Los der thailändischen Arbeiter, den Bewohnern von Slums in Bangkok, von Alkoholismus und Drogenmissbrauch. Lieder wie Made in Thailand und Welcome to Thailand, welches das Rotlichtviertel Patpong in Bangkok mit seiner Armuts-Prostitution und den Sextourismus zum Thema hat, sind jedem Thailänder bekannt. Daneben spielen auch nationalistische Themen eine Rolle, zum Beispiel im Lied Samakkhi Prathet Thai (สามัคคีประเทศไทย; „Vereinigtes Thailand“). Yuenyong hat aber auch Liebeslieder komponiert und gesungen.